# Herz-Jesu-Kirche (Bottrop)

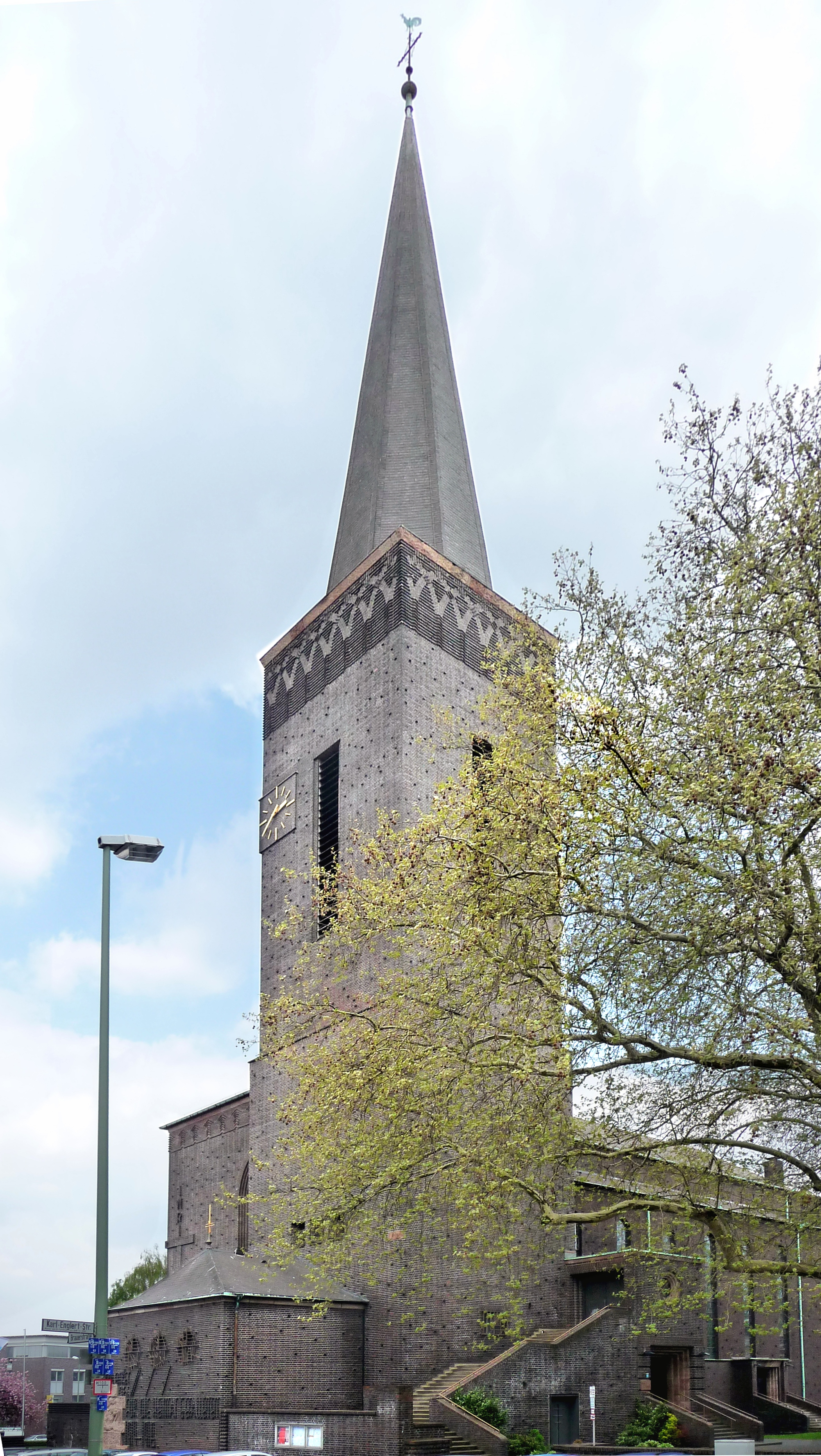
Kirche Herz Jesu

Die römisch-katholische Kirche Herz Jesu ist eine expressionistische Backsteinkirche in Bottrop im Ruhrgebiet in Nordrhein-Westfalen. Die Gemeinde gehört zur Propsteipfarrei St. Cyriakus im Dekanat Bottrop des Bistums Essen.

## Geschichte
Die Kirche entstand in den Jahren 1927 bis 1929 nach Plänen des Architekten Josef Franke als zweite Herz-Jesu-Kirche an derselben Stelle. Der neugotische Vorgängerbau der münsteraner Architekten Kersting und Wenking aus dem Jahr 1902 wurde bedingt durch Bergschäden bis auf den Turm abgerissen. Der alte Turm wurde mit Klinker ummantelt und in den Neubau integriert.

## Architektur und Ausstattung
Das Gebäude besteht aus würfelförmigen, unterschiedlich hohen Elementen  mit Walm- und Pultdächern. Das Kirchenschiff ist rechteckig, 15 Meter breit. Angeschlossen sind ein eingezogener, ebenfalls rechteckiger Chor mit flachem Abschluss und die Sakristei. Der Haupteingang ist ein dreiteiliges Portal unter einem hohen Rundbogenfenster an der Westseite. An den Turm ist die Taufkapelle angebaut und durch den Turm erreichen die Besucher eine Werktagskapelle. Im Souterrain des Gebäudes befinden sich Gemeinderäume.
Zum Erscheinungsbild der Kirche gehören eine reiche Bauplastik, unter anderem Steinfiguren der vier Evangelisten, eine Klinkerverblendung mit Inschriften sowie Natursteingesimse und Ornamentbänder. Der Innenraum wird nach oben von einer flachen Kassettendecke abgeschlossen, der Chor von einem Gewölbe, das einen runden Triumphbogen fortsetzt. Licht fällt durch sechs rechteckige Fenster in den Chor, das Langhaus hat zwölf hohe, schmale Rundbogenfenster in kleinen Nischen. An der ansonsten schmucklosen Rückwand des Chors hängt ein großes Kruzifix.
In den Jahren 1999 bis 2001 gestalteten Ute Becker-Kesseler und Thomas Kesseler den Innenraum neu und ersetzten die dunkelrote Ausmalung von Andreas Wilhelm Ballin durch einen hellen Anstrich der rau verputzten Wände. Mit der Neugestaltung des Innenraums in dieser Zeit entstand auch eine dreistufige Altarinsel.